# Stazione di Bagnolo Soave
La stazione di Bagnolo Soave è una fermata ferroviaria posta sulla linea Reggio-Guastalla. Serve la periferia settentrionale del centro abitato di Bagnolo in Piano.
È gestita da Ferrovie Emilia Romagna (FER).

## Strutture e impianti
La fermata è dotata di un unico binario, servito da un marciapiede lungo 150 metri e alto 25 cm. Non sono presenti sottopassi.
Il sistema di informazioni ai viaggiatori è esclusivamente sonoro, senza tabelloni video di stazione.

## Movimento
La stazione è servita da treni regionali svolti da Trenitalia Tper nell'ambito del contratto di servizio stipulato con la regione Emilia-Romagna.
A novembre 2019, la stazione risultava frequentata da un traffico giornaliero medio di circa 172 persone (94 saliti + 78 discesi).